# ويليام رينولدز ريكتس
ويليام رينولدز ريكيتس (29 يوليو 1869 - 14 أكتوبر 1956)، من فورتي فورت، بنسلفانيا، كان هاوي طوابع، وأنشأ أكبر فهرس للمطبوعات الطوابعية متاح خلال حياته. واعتُبر "أعظم فهرس طوابعي على مر العصور". ريكيتس هو ابن آر. بروس ريكيتس وإليزابيث رينولدز ريكيتس، اللتين سُميت حديقة ريكيتس جلين الحكومية في بنسلفانيا باسمهما.

## هواية جمع الطوابع
كان ريكيتس مهتمًا بشكل أساسي بأدب الطوابع، فأنشأ فهرسين: أحدهما للطوابع البريدية والآخر للأدب الطوابعي. وكجزء من جهودهِ، أنشأ واحدة من أكبر مكتبات الطوابع في العالم. بالإضافة إلى جمع الطوابع وفهرستها، كتب ريكيتس ونشر العديد من المقالات حول الطوابع وجمعها.
نُشرت الفهارس التي وضعها ريكيتس، عادةً على شكل أجزاء صغيرة، في مجلات هواة جمع الطوابع. ومع ذلك، كان فهرسه ضخمًا لدرجة أنه لم يُنشر منه خلال حياته سوى جزء صغير.

## النشاط الطوابعي
كان ريكيتس عضوًا في نادي هواة جمع الطوابع في نيويورك، حيث تبرع لهُ بجزء كبير من أدبيات مكتبتهِ الطوابعية باللغات الأجنبية. بدأت الجمعية الأمريكية لهواة جمع الطوابع بنشر فهرسه، لكنها توقفت في النهاية بسبب صغر حجمهِ، فتوقف ريكتس عن العمل على الفهرس.

## التكريم
وقع ريكيتس على قائمة هواة جمع الطوابع المتميزين في عام 1921، وادرج اسمه في قاعة مشاهير الجمعية الأمريكية لهواة طوابع البريد في عام 1988.

## الأرث
وقد اشترى جورج تاونسيند تيرنر الجزء الأكبر من مكتبتهِ، ثم تبرع بأغلبها إلى مؤسسة سميثسونيان، حيث توجد الآن في المتحف البريدي الوطني في واشنطن العاصمة.

## روابط خارجية
- William Reynolds Ricketts
- Genealogy of some descendants of Edward Fuller of the Mayflower By William Hyslop Fuller, p. 208